# Ранчо-Муріета (Каліфорнія)
Ранчо-Муріета (англ. Rancho Murieta) — переписна місцевість (CDP) в США, в окрузі Сакраменто штату Каліфорнія. Населення — 5903 особи (2020).

## Географія
Ранчо-Муріета розташоване за координатами 38°30′5″ пн. ш. 121°4′20″ зх. д. / 38.50139° пн. ш. 121.07222° зх. д. (38.501403, -121.072151).  За даними Бюро перепису населення США в 2010 році переписна місцевість мала площу 31,26 км², з яких 30,79 км² — суходіл та 0,47 км² — водойми.

## Демографія
Згідно з переписом 2010 року, у переписній місцевості мешкало 5488 осіб у 2301 домогосподарстві у складі 1772 родин. Густота населення становила 176 осіб/км².  Було 2436 помешкань (78/км²).
Расовий склад населення:
| - 88,8 % — білих - 2,9 % — азіатів - 2,4 % — чорних або афроамериканців - 0,6 % — корінних американців - 0,1 % — вихідців з тихоокеанських островів - 1,5 % — осіб інших рас |

До двох чи більше рас належало 3,8 %. Частка іспаномовних становила 7,7 % від усіх жителів.
За віковим діапазоном населення розподілялося таким чином: 20,7 % — особи молодші 18 років, 55,1 % — особи у віці 18—64 років, 24,2 % — особи у віці 65 років та старші. Медіана віку мешканця становила 50,8 року. На 100 осіб жіночої статі у переписній місцевості припадало 93,9 чоловіків;  на 100 жінок у віці від 18 років та старших — 91,9 чоловіків також старших 18 років.
Середній дохід на одне домашнє господарство  становив 115 235 доларів США (медіана — 105 049), а середній дохід на одну сім'ю — 127 672 долари (медіана — 117 500). За межею бідності перебувало 3,6 % осіб, у тому числі 4,1 % дітей у віці до 18 років та 7,3 % осіб у віці 65 років та старших.
Цивільне працевлаштоване населення становило 2330 осіб. Основні галузі зайнятості: освіта, охорона здоров'я та соціальна допомога — 22,4 %, публічна адміністрація — 18,1 %, науковці, спеціалісти, менеджери — 13,8 %, фінанси, страхування та нерухомість — 13,0 %.